# Léonard Bourdon

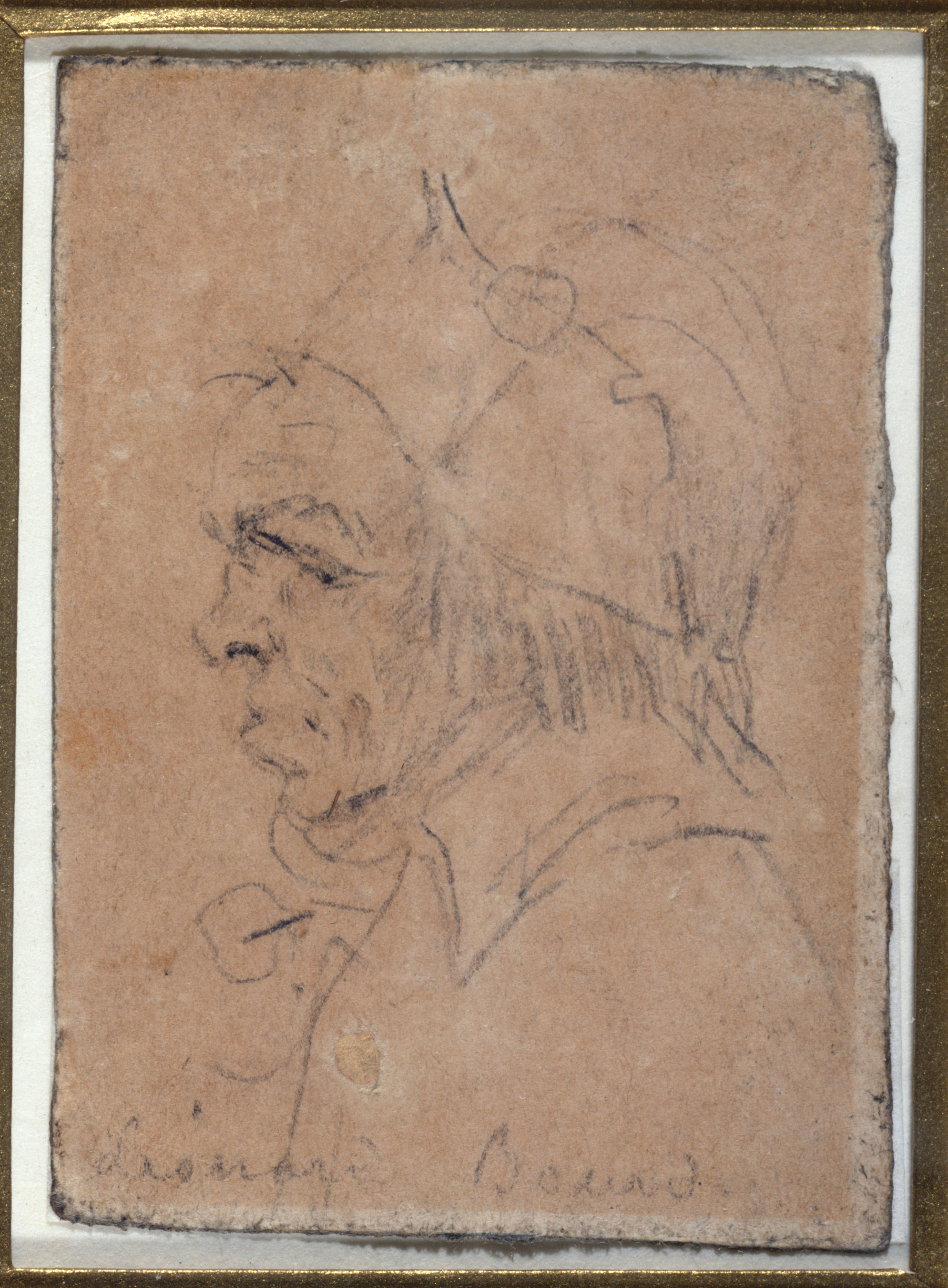
Léonard Bourdon.

Louis Jean Joseph Léonard Bourdon de la Cronière (Alençon, 6 de noviembre de 1754 - Breslau, 29 de mayo de 1807) fue político revolucionario francés, presidente de la Assemblée nationale y procurador de la Comuna de París. Participó en la revuelta contra Robespierre que puso fin al periodo del Terror.

## Biografía
Hijo de un encargado de finanzas, era abogado del consejo del rey Luis XVI cuando en 1789 fundó una escuela de educación y tomó parte en la toma de La Bastilla del 14 de julio.
Delegado de la sección del gremio de los gravistas de la comuna de París, se apropió de parte de las joyas confiscadas a los ajusticiados en Versalles en la jornada del 10 de agosto de 1792 mientras eran custodiadas hacia Orleans el 9 de septiembre de 1792 donde decretó el estado de rebelión.
El mismo año es elegido diputado de la Convención por el departamento de Loiret próximo a las posiciones del partido Hebertistas que defendían las políticas de descristianización.
Durante los sucesos de 9 de Termidor, junto a Barras, dirigió la columna que asaltó el Hôtel de Ville de París que resultó en la muerte de Le Bas y ordenó la exhumación del cadáver de Jean-Paul Marat del Panteón. Tras el golpe de Estado del 18 de Brumario, el 9 de noviembre de 1799, que dio el poder a Napoleón Bonaparte, dirigió una de las maison d'éducation.